# CACEIS
Die CACEIS Bank S.A., Germany Branch (ehemals deutsche Fimaseba Financial Markets Service Bank), ist die deutsche Niederlassung der CACEIS Bank S.A., welche zu 69,5 % der französischen Bankengruppe Crédit Agricole und zu 30,5 % der spanischen Banco Santander gehört. 
Sie bietet Asset Servicing für institutionelle Kunden und Geschäftskunden an. In Vertretungen in Europa, Nordamerika und Asien offeriert CACEIS ein umfangreiches Angebot von Fondsadministration-Services sowie Depotbank- und Custody-Leistungen.
Im Jahr 2007 erwarb CACEIS die Aktivitäten der HypoVereinsbank (HVB) in der Wertpapierabwicklung und Wertpapierverwahrung, einschließlich deren damaliger Tochter Fimaseba Financial Markets Service Bank, die in der Folge zu CACEIS Bank Deutschland umfirmierte.
Aufgrund einer Veränderung in der Konzernstruktur der CACEIS-Gruppe wurde die CACEIS Bank Deutschland GmbH zum 1. Januar 2017 auf die französische Schwestergesellschaft CACEIS Bank S.A. mit Sitz in Paris verschmolzen. Das Verwahrstellengeschäft von CACEIS wird seit diesem Zeitpunkt von der deutschen Niederlassung der CACEIS Bank, die operativ mit der bisherigen CACEIS Bank Deutschland identisch ist, ausgeübt.
Mit dieser Verschmelzung wurden gem. § 122 a Umwandlungsgesetz alle bestehenden Verträge nach dem Prinzip der Gesamtrechtsnachfolge automatisch von der CACEIS Bank Deutschland GmbH auf die CACEIS Bank übertragen.
Die CACEIS Bank verwahrte zum 31. Dezember 2023 4,7 Billionen Euro an Vermögenswerten.